# Moussa Diarra
Moussa Diarra (Stains, 10 novembre 2000) è un calciatore francese naturalizzato maliano, difensore dell'Alavés e della nazionale maliana.

## Carriera

### Club
Cresciuto nel settore giovanile del Tolosa, il 13 agosto 2019 firma il primo contratto professionistico con il club francese, di durata triennale; esordisce in prima squadra il 30 ottobre seguente, nella partita di Coppa di Lega vinta per 1-2 contro il Niort.
Il 29 settembre 2021 prolunga con i biancoviola fino al 2024, conquistando al termine della stagione la promozione in Ligue 1.
Il 18 luglio 2024 si trasferisce, da svincolato, all'Alavés.

### Nazionale
Nel 2023 ha esordito in nazionale; nel medesimo anno ha anche partecipato alla Coppa d'Africa.

## Statistiche

### Presenze e reti nei club
Statistiche aggiornate al 29 aprile 2023.
| Stagione        | Squadra         | Campionato      | Campionato | Campionato | Coppe nazionali | Coppe nazionali | Coppe nazionali | Coppe continentali | Coppe continentali | Coppe continentali | Altre coppe | Altre coppe | Altre coppe | Totale | Totale |
| Stagione        | Squadra         | Comp            | Pres       | Reti       | Comp            | Pres            | Reti            | Comp               | Pres               | Reti               | Comp        | Pres        | Reti        | Pres   | Reti   |
| --------------- | --------------- | --------------- | ---------- | ---------- | --------------- | --------------- | --------------- | ------------------ | ------------------ | ------------------ | ----------- | ----------- | ----------- | ------ | ------ |
| 2019-2020       | Tolosa          | L1              | 1          | 0          | CF+CdL          | 0+2             | 0               | -                  | -                  | -                  | -           | -           | -           | 3      | 0      |
| 2020-2021       | Tolosa          | L2              | 17         | 0          | CF              | 3               | 0               | -                  | -                  | -                  | -           | -           | -           | 20     | 0      |
| 2021-2022       | Tolosa          | L2              | 25         | 0          | CF              | 5               | 0               | -                  | -                  | -                  | -           | -           | -           | 30     | 0      |
| 2022-2023       | Tolosa          | L1              | 21         | 0          | CF              | 2               | 0               | -                  | -                  | -                  | -           | -           | -           | 23     | 0      |
| 2023-2024       | Tolosa          | L1              | 22         | 1          | CF              | -               | -               | UEL                | 8                  | 0                  | SF          | 1           | 0           | 31     | 1      |
| Totale Tolosa   | Totale Tolosa   | Totale Tolosa   | 86         | 1          |                 | 12              | 0               |                    | 8                  | 0                  |             | 1           | 0           | 107    | 1      |
| 2024-2025       | Alavés          | PD              |            |            | CR              |                 |                 |                    |                    |                    |             |             |             |        |        |
| Totale Alavés   |                 |                 |            |            |                 |                 |                 |                    |                    |                    |             |             |             |        |        |
| Totale carriera | Totale carriera | Totale carriera | 86         | 1          |                 | 12              | 0               |                    | -                  | -                  |             | -           | -           | 107    | 1      |

### Cronologia presenze e reti in nazionale
| Cronologia completa delle presenze e delle reti in nazionale ― Mali | Cronologia completa delle presenze e delle reti in nazionale ― Mali | Cronologia completa delle presenze e delle reti in nazionale ― Mali | Cronologia completa delle presenze e delle reti in nazionale ― Mali | Cronologia completa delle presenze e delle reti in nazionale ― Mali | Cronologia completa delle presenze e delle reti in nazionale ― Mali | Cronologia completa delle presenze e delle reti in nazionale ― Mali | Cronologia completa delle presenze e delle reti in nazionale ― Mali |
| Data                                                                | Città                                                               | In casa                                                             | Risultato                                                           | Ospiti                                                              | Competizione                                                        | Reti                                                                | Note                                                                |
| ------------------------------------------------------------------- | ------------------------------------------------------------------- | ------------------------------------------------------------------- | ------------------------------------------------------------------- | ------------------------------------------------------------------- | ------------------------------------------------------------------- | ------------------------------------------------------------------- | ------------------------------------------------------------------- |
| 28-3-2023                                                           | Casablanca                                                          | Gambia                                                              | 1 – 0                                                               | Mali                                                                | Qual. Coppa d'Africa 2023                                           | -                                                                   |                                                                     |
| 17-10-2023                                                          | Portimão                                                            | Arabia Saudita                                                      | 1 – 3                                                               | Mali                                                                | Amichevole                                                          | -                                                                   |                                                                     |
| 6-1-2024                                                            | Bamako                                                              | Mali                                                                | 6 – 2                                                               | Guinea-Bissau                                                       | Amichevole                                                          | -                                                                   | 46’                                                                 |
| 24-1-2024                                                           | San-Pédro                                                           | Namibia                                                             | 0 – 0                                                               | Mali                                                                | Coppa d'Africa 2023 - 1º turno                                      | -                                                                   | 68’                                                                 |
| 20-3-2025                                                           | Berkane                                                             | Comore                                                              | 0 – 3                                                               | Mali                                                                | Qual. Mondiali 2026                                                 | -                                                                   |                                                                     |
| 24-3-2025                                                           | Casablanca                                                          | Rep. Centrafricana                                                  | 0 – 0                                                               | Mali                                                                | Qual. Mondiali 2026                                                 | -                                                                   | 67’                                                                 |
| Totale                                                              |                                                                     | Presenze                                                            | 6                                                                   |                                                                     | Reti                                                                | 0                                                                   |                                                                     |

## Palmarès

### Club

#### Competizioni nazionali
- Ligue 2: 1

Tolosa: 2021-2022
- Coppa di Francia: 1

Tolosa: 2022-2023